# Biotin
Biotin còn được gọi là vitamin H, vitamin B7 hoặc vitamin B8 (ở Pháp, vitamin B7 lại là inositol), là một vitamin rất quan trọng cho tóc và móng. Biotin có tác dụng giúp tóc mọc nhanh, khỏe và dày hơn. Biotin còn có vai trò ổn định đường huyết. Thiếu biotin gây rụng tóc, móng giòn, dễ gãy
Biotin là một vitamin cần thiết cho sự hoạt động của các enzym chuyển vận các đơn vị carboxyl và gắn carbon dioxyd và cần cho nhiều chức năng chuyển hóa, bao gồm tân tạo glucose, tạo lipid, sinh tổng hợp acid béo, chuyển hóa propionat và dị hóa amino acid có mạch nhánh. Chế độ ăn uống cung cấp mỗi ngày 150 - 300 microgam biotin được coi là đủ. Một phần biotin do vi khuẩn chí ở ruột tổng hợp cũng được hấp thu.
Nguồn cung cấp từ thức ăn: Thịt, lòng đỏ trứng, sữa, cá và loại quả hạt có nhiều biotin. Biotin bền vững khi đun nóng, nhưng kém bền trong môi trường kiềm. Thiếu hụt biotin ở người có thể xảy ra ở những tình trạng sau: Thiếu dinh dưỡng protein năng lượng; ăn dài ngày lòng trắng trứng sống (có chứa avidin là một glycoprotein, liên kết mạnh với biotin, do đó ngăn cản sự hấp thu chất này); nuôi dưỡng ngoài đường tiêu hóa mà không bổ sung biotin ở những người bệnh kém hấp thu; ở người có khiếm khuyết bẩm sinh về các enzym phụ thuộc biotin.
Các dấu hiệu và triệu chứng thiếu hụt biotin bao gồm viêm da bong, viêm lưỡi teo, tăng cảm, đau cơ, mệt nhọc, chán ăn, thiếu máu nhẹ và thay đổi điện tâm đồ và rụng tóc. Tuy nhiên, các triệu chứng này đều đáp ứng với biotin liều thấp.